# Gezagvoerder
Een gezagvoerder is de hoogst verantwoordelijke aan boord van een zeeschip, verkeersvliegtuig, luchtschip, ruimtevaartuig of binnenschip. Alle andere bemanningsleden staan onder zijn of haar gezag. Om als gezagvoerder te mogen functioneren bezit deze persoon de nodige kennis, kunde en ervaring, alsmede diploma's, brevetten en andere bewijzen van bekwaamheid.
Gezagvoerder is een functie. Kapitein, captain en schipper zijn in beginsel een rang. Als de gezagvoerder op enig moment niet meer in staat blijkt te zijn om de functie te vervullen, dient het gezag aan boord te worden overgenomen door de (eerste)stuurman of co-piloot.  
De Nederlandse wet kent de gezagvoerder allerlei bevoegdheden toe, waaronder:
- Hulpofficier van justitie, als zodanig kan de gezagvoerder strafbare feiten vastleggen, personen (laten) arresteren en geldboetes aan opvarenden opleggen.
- Ambtenaar van de Burgerlijke Stand, in deze functie noteert een gezagvoerder de huwelijken, overlijdens en eventuele geboortes in het journaal, en deze aantekeningen zijn dan het overtuigend en wettig bewijs.

## Verantwoordelijkheden van de gezagvoerder
Enkele van de verantwoordelijkheden van de gezagvoerder, in beknopte vorm:
- Veiligheid van alle bemanningsleden, passagiers en vracht aan boord;
- Operatie en veiligheid van het (lucht)schip of vliegtuig;
- Nemen van maatregelen die nodig zijn voor de veiligheid van de vaart of vlucht en voor de orde en discipline aan boord;
- Uitroepen van een noodgeval (emergency situation, mayday) wanneer dit nodig wordt geacht;
- Het weigeren van personen aan boord van een vliegtuig, bijvoorbeeld als deze onder invloed van alcohol of drugs zijn, in zodanige mate dat ze een gevaar voor het vliegtuig of andere passagiers zouden kunnen vormen of als deze het comfort van andere passagiers zouden kunnen verstoren.

Andere verantwoordelijkheden kunnen verschillen van maatschappij tot maatschappij.

## Luchtvaart

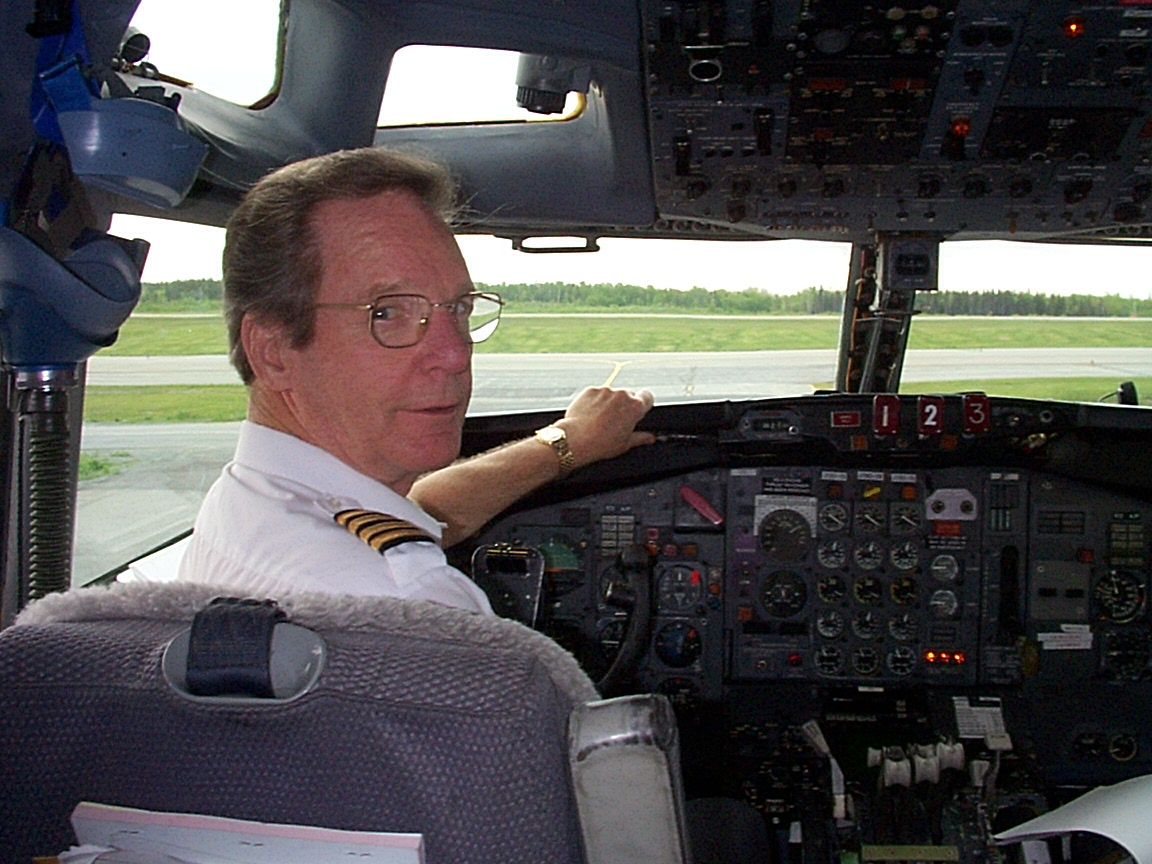
De gezagvoerder zit meestal in de linkerstoel in de cockpit en is te herkennen aan de epaulet op zijn schouders met 4 strepen

In de luchtvaart is de captain (ook wel Pilot in command of Commander) de gezagvoerder aan boord van een verkeersvliegtuig of luchtschip. Dat is de hoogst verantwoordelijke piloot aan boord. Alle andere bemanningsleden staan onder zijn of haar gezag. Hij is weliswaar de 'baas' en heeft alle eindverantwoording, maar vanaf circa 1980 is de functie veranderd van een autoritaire persoon die de belangrijke beslissingen neemt tot een persoon die functioneert in een team waarin beslissingen samen worden genomen. De gezagvoerder geeft als manager sturing aan zijn team. 
De gezagvoerder is de hoogste autoriteit aan boord en heeft de bevoegdheid om bijvoorbeeld iemand te arresteren en vast te zetten, omwille van de vliegveiligheid. Hiertoe bevinden zich bij sommige maatschappijen in de cockpit handboeien.

## Zeevaart
De schepen van de Vereenigde Oostindische Compagnie (VOC) hadden een schipper aan boord, die de leiding had over de zeelieden en verantwoordelijk was voor het zeilen van het schip. Het hoogste gezag berustte bij een koopman, afgevaardigde van de Heeren Seventien, het bestuur van de VOC. Het is hier dat de naam gezagvoerder zijn oorsprong vond. In de zeevaart van de  21e eeuw is de kapitein de gezagvoerder van een handelsvaartuig.

## Binnenvaart
De gezagvoerder aan boord van een binnenschip is degene, die verantwoordelijk is voor de veilige vaart. In de praktijk is dat een kapitein of schipper. In de continuvaart varen dus meerdere kapiteins of schippers aan boord, waarvan er op een bepaald moment maar één als de gezagvoerder optreedt.
Op passagiersschepen spreekt men meestal van een kapitein, op de overige schepen meestal van een schipper of binnenschipper. Een vervanger is de aflosschipper of aflosser.